# John B Hedges
John B Hedges (* 1974 in Wilmington/Delaware) ist ein US-amerikanischer Komponist und Dirigent.
Der Sohn eines Rockmusikers begann eine klassische Musikausbildung an der University of Pennsylvania (Bachelor 1994) und am  Westminster Choir College (Master 1997). Im Rahmen des Postgraduiertenstudiums am Curtis Institute of Music war er Schüler von Richard Danielpour und Ned Rorem. In den Sommerkursen des Aspen Music Festival studierte er bei John Harbison und George Tsontakis. Außerdem besuchte er an der Britten-Pears School zweimal Kurse für zeitgenössische Komposition und Performance bei Oliver Knussen und Magnus Lindberg. Von 2001 bis 2004 arbeitete er als Assistent Knussens mit dem Philadelphia, Pittsburgh und Cleveland Orchestra, der London Sinfonietta sowie dem Schönberg- und dem Asko-Ensemble in Amsterdam.
Als Assistent von Tan Dun wirkte er an der Uraufführung von dessen Oper The First Emperor (Der erste Kaiser) an der Metropolitan Opera mit. Er arbeitete dann als Komponist und Dirigent u. a. mit dem Ensemble Modern, dem New Jersey Symphony Orchestra, dem Shanghai Symphony Orchestra und dem Curtis Symphony Orchestra zusammen und dirigierte Konzerte der Academie Musicale de Villecroze und des Britten-Pears Contemporary Ensemble beim Aldeburgh Festival. Daneben war er stets als Keyboarder, Sänger und Produzent auf dem Gebiet der Popmusik aktiv und wirkte u. a. am Album Slightly South of Stormy Clouds einer Cousins, des Singer-Songwriters Quinn Hedges mit.
Unter den Kompositionen Hedges’ finden sich Werke wie Jungle Book, ein Ballett für das Pennsylvania Ballet mit dem Choreographen Colby Damon,  Promise of a City (uraufgeführt vom Philadelphia All-City Orchestra, Chorus & Band unter Yannick Nézet-Séguin), A Shipwreck Opera in einem Akt (in Zusammenarbeit mit der Autorin Aimee Bender), Exeter Riddles, eine Sammlung von Chorwerken, On the Good Foot für großes Kammerensemble, Fantasía sobre Yma Sumac, ein Konzert für Klarinette und Orchester (uraufgeführt von Victoria Luperi und dem Fort Worth Symphony Orchestra), Prayers of Rain & Wind (uraufgeführt von der Richmond Symphony und dem Bassisten Joseph Conyers) und Raise Hymn, Praise Shout, ein Auftragswerk für die Sphinx Virtuosi. Neben Preisen und Stipendien des Pennsylvania Council on the Arts, von NewMusicUSA und Meet the Composer erhielt er u. a. einen Alfred Casselo Award, einen Theodore Presser Career Grant und 2006 ein Independence Foundation Fellowship. Hedges ist mit der Malerin und Fotografin Lynn Palewicz verheiratet.